# Louis de Bruges
Louis André Hyacinthe, comte de Bruges, chevalier de Saint-Louis, est né à Novezan le 26 août 1761 et mort le 14 octobre 1841 à Paris.
Fils de Marie Jean Louis, comte de Bruges, et de Marguerite Brachet, il fut l'aide de camp du comte d'Artois, futur Charles X. Avant la Révolution, il fut chargé de différentes missions (entre autres auprès d'Alexandre Ier, empereur de Russie). Sous la Restauration, il fut l'un des trois inspecteurs généraux des gardes nationales. Il fut grand chancelier de la Légion d'honneur (pendant moins de deux mois).
C'était un membre très influent du camp des ultras, parti du comte d'Artois.
Il est inhumé au cimetière du Père-Lachaise (43e division).
Nota : afin de compléter les informations ci-dessus, il serait nécessaire de se référer à l'article le plus récent (et contenant des informations totalement inédites) concernant cet officier qui a été publié dans la revue intitulée Le Parchemin, OGHB (Office royal Généalogique et Héraldique de Belgique), Mars-Avril 2025, n°476, par l'archéologue et historien (Spé. Conflits militaires) Guilhem de MAURAIGE, Louis-André-Hyacinthe de Bruges (1761 -1841) 3e chancelier de la Légion d’honneur, maître-espion et agent double, allié à la famille Stanhope-Harvey, pp.174 – 196. Lien internet : Le Parchemin 476 (Mars-Avril 2025) | OGHB

## Sources
- P. Mansel, Louis XVIII, Perrin, Paris, 2004
- E. de Waresquiel & B. Yvert, Histoire de la Restauration 1814-1830, Perrin, Paris, 2002